# Порт-Ориндж (Флорида)
Порт-Ориндж (англ. Port Orange) — город в США в округе Волуша штата Флорида. 
Входит в метрополитенский статистический ареал Делтона — Дейтона-Бич — Ормонд-Бич. Порт-Ориндж — главный город региона Фан-Кост штата Флорида. По данным переписи 2020 года, население города составляло 62 596 человек.
Порт-Ориндж был основан Джоном Милтоном Хоуксом, который после Гражданской войны в США привёз освобождённых афроамериканцев работать на свою лесопилку. Эстер Хоукс основала в этом районе интегрированную школу. Вскоре после основания колония столкнулась с трудностями, и большинство колонистов уехали. Район, который стал известен как Фрименвилл, — наследие тех поселенцев, которые остались здесь.
По данным Бюро переписи населения США, общая площадь города составляет 28,7 квадратных миль (74,3 км²), из которых 26,6 квадратных миль (69,0 км²) занимает суша, а 2,0 квадратных мили (5,3 км²) (7,09%) — вода.
| Раса                                                     | Население 2010 | Население 2020 | % 2010 | % 2020 |
| -------------------------------------------------------- | -------------- | -------------- | ------ | ------ |
| Белые американцы (NH)                                    | 49,392         | 50,709         | 88.12% | 81.01% |
| Афроамериканцы (NH)                                      | 1,790          | 2,412          | 3.19%  | 3.85%  |
| Коренные народы США или Коренные аляскинцы (NH)          | 147            | 152            | 0.26%  | 0.24%  |
| Американцы азиатского происхождения (NH)                 | 1,250          | 1,991          | 2.23%  | 3.18%  |
| Американцы тихоокеанского происхождения или гавайцы (NH) | 21             | 40             | 0.04%  | 0.06%  |
| Некоторые другие расы (NH)                               | 88             | 266            | 0.16%  | 0.42%  |
| Американцы смешанных рас (NH)                            | 825            | 2,472          | 1.47%  | 3.95%  |
| Латиноамериканцы США (любой расы)                        | 2,535          | 4,554          | 4.52%  | 7.28%  |
| Всего                                                    | 56,048         | 62,596         |        |        |

| 2010   | 2020    |
| ------ | ------- |
| 56 048 | ↗62 596 |